# Philobrya sivertseni
Philobrya sivertseni is een tweekleppigensoort uit de familie van de Philobryidae. De wetenschappelijke naam van de soort is voor het eerst geldig gepubliceerd in 1960 door Soot-Ryen.